# GN-001 能天使GUNDAM
GN-001 能天使GUNDAM（英語：GN-001 Gundam Exia），為日本科幻動畫作品《機動戰士GUNDAM 00》中登場的機動戰士（Mobile Suit），由剎那·F·塞耶所駕駛。

## 介紹
能天使GUNDAM開發代號也是「七劍GUNDAM」（英語：Gundam Seven Swords），是以格鬥戰為主的機體；裝備在機體各處的七把劍，可根據不同任務或狀況時使用。
能天使GUNDAM擁有其他三台同為第三世代GUNDAM所沒有的實體劍，這是為了應對GUNDAM對GUNDAM的戰鬥所配置的，實體劍能夠無視並穿透GN力場，一般光束武器均難以做到。
這樣的設計讓能天使成為除了中性鋼彈的「審判系統」外，另一個制裁叛徒的手段。
名稱源自於九大天使階級之一的「能天使」（希臘語：Exusia）。

## 關鍵戰鬥史

### 第一季

#### 第1話
於AEU之新型MS示範會上，為天上人作首次武力介入，輕易把AEU最新機體AEU制定式（展示色）擊敗，向世界展現GUNDAM壓倒性的性能。

#### 第13話
成功救出阿札迪斯坦宗教領導人馬蘇德·拉夫邁迪，並在解除武裝狀態下，將之護送回王宮。

#### 第15話
在塔克拉馬干沙漠遭聯合國軍伏擊，逃出途中被傭兵沙瑟斯以MA亞格利沙之等離子力場，直接攻擊駕駛艙，企圖俘虜機體。於即將敗陣時，因座天使GUNDAM三型介入而獲救。

#### 第19話
在三台座天使GUNDAM無視平民傷亡、進行武力介入後，把三機視為「挑起紛爭的根源」，而進行迎擊。
動畫版首次GUNDAM對GUNDAM對決。

#### 第22話
藉由「GN武裝戰機E型」返回地球後，與剛被沙瑟斯搶奪之座天使GUNDAM二型戰鬥。
同一時間，由於叛變之天上人監視者亞歷漢卓把冬眠於吠陀主機內部的伊歐利亞槍殺，隨即啟動能天使GUNDAM（以及其他GUNDAM）太陽爐內建的GN粒子，全面釋放「Trans-AM」系統，成功擊退座天使GUNDAM二型。

#### 第25話
首度，也是唯一一次與GN武裝戰機E型合體。
先後擊墜亞歷漢卓之大型MA「阿爾瓦特雷」及其內藏MS「阿爾瓦亞隆」。隨即與SVMS-01X GN旗幟式交戰，左臂及頭部亦遭破壞，兩機互相擊毀。

### 第二季

#### 第1話
在四年前大戰後至今，僅做簡單修補（GN-001RE）。
於宇宙殖民地「榮耀」的搶救作戰中，被A-Laws新型機GNX-704T 先驅式重創。
於即將敗陣時，被熾天使GUNDAM救下；其GN-Drive裝於後繼機GN-0000 00 GUNDAM中。

#### 第25話
最終決戰時，剎那·F·塞耶駕駛能天使GUNDAM修復型II，與變革者首腦里朋斯·阿爾馬克駕駛的0 GUNDAM對決；雙方的太陽爐一同遭到擊毀。

### 番外篇
拟变革者之战后，联邦政府秘密地再度启动超兵计划，但实验内容为对含有变革者因子的人类，进行强制觉醒，并投入战场的实验。
刹那·F·賽耶驾驶的Exia R3于此次武力介入中，故意将光束击偏，以GN粒子构成的光束作为传达信息的媒介，告知设施中受困的变革者因子保有者进行逃离，并对研究所进行攻击，为他们的逃脱创造条件及争取时间。

## 裝備

### 武裝

#### 七劍

##### GN劍／GN粒子束步槍
能天使GUNDAM的主要武器，裝備在右臂。
GN劍  於七劍中體積最大及擁有最大的破壞力，劍身可充填GN粒子以增加攻擊力，也因而擁有貫穿GN力場的能力，是為將來應對GUNDAM系列機（或GN-Drive搭載機）而配置；收攏後可變為GN步槍  模式，作遠、中距離射擊。

##### GN劍改
GN劍改  是能天使GUNDAM修復型II標準裝備。
切換GN劍和GN粒子光束步槍的模式，轉換性能沒有改變，而在進行格鬥的GN劍部份，採用了新開發的素材，並對劍身及劍刃進行強化，使其有了更高的破壞力，尤其强化了贯彻“一击脱离”战术的作战能力。

##### GN長刀／GN短刀
GN長刀 (英語：GN Long Blade) 裝備在左腰，GN短刀 (英語：GN Short Blade) 裝備在右腰。
刀刃被GN粒子包覆，具有可斬斷三公尺厚E碳纖維裝甲及貫穿GN力場的能力，與GN劍同樣是為應對GUNDAM（或GN-Drive搭載機）而配置的武器。在七劍中開發時間最長，因此在初期任務中並沒有配備。

#### GN粒子束軍刀
裝備在雙肩，由GN粒子構成的非實體光束劍，擁有極高斬擊威力。
光束劍  是各國最積極想開發出的武器，但研發成功且實用化的只有天上人。

##### GN粒子束匕首
裝備在腰部，運作原理與GN粒子束軍刀相同，同樣為非實體劍。
光束刀刃相對較短，優點是能量輸出較集中而不會擴散。駕駛員剎那活用其性能，常將其投向遠處敵機或用作近距離突刺。

##### GN火神砲
內藏在雙腕的小型砲 ，連射性優秀，但火力較弱，為此在MS戰中主要用於牽制。

##### GN盾牌
高強度的E-碳纖維製盾牌 。可直接固定在左臂上，為提高靈活度及方便左手同時使用其他武器，而把面積減少。
能天使GUNDAM修復型II原本可以裝備GN盾牌，但是由於裝備其會令使用雙手武器的格鬥戰受到影響，所以最終決戰時並沒有裝備。

##### GN长管步枪
在與擬變革者的戰鬥結束後，作為對世界之抑制力的天上人、極力限制組織的武力介入行為，對於鋼彈實施的武力介入行為更是尤其慎重。
為了符合當時的行動方針，Exia R3配备了和以往战斗风格大相径庭的长距离射击兵器，以隐匿身形的狙击战，作为武力介入的主要方式。
GN长管步枪作为大型兵器，以类似GN剑、GN狙击步枪II的机构，折叠收纳并装备于机体左腕；但不同的是，步槍在折叠状态下完全无法使用。在使用时，Exia R3展开枪身、握把及水晶传感器；在机体进入格斗战后，再度收纳枪身，以免妨碍机体的动作。

### 特殊裝置

#### GN容器
腳部膝關節以及手肘关节，各装备有2個GN容器（英語：GN Condenser），胸部有1個GN容器，頭部有1個GN容器。
平常時儲存GN粒子，戰鬥時可以釋放出來增加出力。

#### Trans-AM系統
啟動Trans-AM系統（英語：Trans-AM System）的GUNDAM，能夠完全解放儲存在機體內的高濃度壓縮之GN粒子，使GUNDAM在短短3分鐘內發揮平常300％的威力。
此時，傳送GN粒子的電纜會變成紅色，漂浮在機體周圍的GN粒子也是高濃度狀態，所以整台GUNDAM看起來就變成了紅色。另一方面，Trans-AM系統結束後，機體內的粒子會被耗盡到接近底限，此時性能大幅下降。

#### 外壁迷彩膜
外壁迷彩膜（英語：Camouflage Paint Membrane）為GUNDAM待機時候使用，使機體成隱形狀態。

#### 「雪崩」裝備
配合雪崩型能天使GUNDAM使用的高机动重装甲装备，增強了空中作戰的能力，重4.9公噸。
全身各部位裝備了大容量的GN粒子壓縮器，將GN-Drive所產生的GN粒子儲存，並一口氣釋放GN粒子，因而得到超乎常識的加速性能。
雪崩突進型能天使GUNDAM的改装版本在原有的雪崩型装备的基础上，在腿部追加了名为“雪橇”的特殊推进器，可以进行展开，用作高机动的强化；同时，“雪橇”的顶端还内藏光束军刀，可以应对突发的近身战斗。
然而，GN粒子的補充時間和釋放時間相差很大，壓縮器填充GN粒子需要1小時；但作戰時加速10分鍾左右，壓縮器裡的粒子就會耗盡，因此有無法在短時間內連續使用的缺點。此外，在設定上，如果粒子釋放的速率提高到10分鍾以內釋放完畢，其加速度將會帶給駕駛員身體極大的負荷，因此「雪崩」裝備沒被採用。

## 支援機

### GN武裝戰機E型
GN武裝戰機E型（英語：GN Arms Type-E）為天上人為能天使GUNDAM開發的外掛裝備，駕駛員為雷瑟·艾恩。
为了应对大型敌机而开发，武装为两把附光束步枪型GN实体巨剑，以及两门GN光束加农，同时拥有展开GN力场的能力。
GN武裝戰機E型可單獨進行作戰，也可與集裝箱或強襲集裝箱結合，也可變形為「GN Armor」，與能天使GUNDAM連結。
- 武裝：
  - 大型GN戰劍（Large GN Sword）×2
  - GN粒子束步槍（GN Beam Rifle）×2
  - 大型GN加農炮（Large GN Cannon）×2
  - GN飛彈（GN Missile）×8（強襲集裝箱配備）
  - GN力場（GN Field）
  - 爪（Claw）×2

## 改良型

### GN-001/hs-A01 雪崩型能天使GUNDAM
官方外傳《機動戰士GUNDAM 00V》中登場。
「雪崩」是因為「在通過時，會吞噬現場所有的物體」而命名。型號中的「hs」是「高速（high speed）」，「A01」是「Avalanche Unit-01」。
- 高度：18.3公尺
- 重量：62.1公噸（雪崩型裝備）
- 武裝：
  - 與能天使GUNDAM相同

### GN-001/hs-A01D 雪崩突進型能天使GUNDAM
官方外傳《機動戰士GUNDAM 00V》及《機動戰士GUNDAM 00V戰記》中登場。
「雪崩」是因為「在通過時，會吞噬現場所有的物體」而命名。型號中的「hs」是「高速（high speed）」，「A01」是「Avalanche Unit-01」，「D」是「'（Dash，即「突進」）」。
- 高度：18.3公尺
- 重量：65.9公噸（雪崩突進型裝備重量8.7公噸）
- 武裝：
- GN爪×2（內藏GN雷射軍刀）
  - 其餘與能天使GUNDAM相同

### GN-001RE 能天使鋼彈修復型
在與聯合國軍及葛拉漢.耶卡所駕駛的GN旗幟式戰鬥後，機體損傷嚴重的能天使GUNDAM，在2312年再度出現。
雖然由剎那·F·塞耶自行簡單修理，但機體為未完全修復狀態。失去之左臂用布遮蓋，頭部雖被裝回，但右邊臉部被削去；右眼使用鐵人式的眼睛代替，主武器GN劍的劍端亦被破壞。
- 高度：18.3公尺
- 武裝：
  - GN劍／GN粒子束步槍
  - GN火神砲（僅剩右手）

- 特殊裝置：
  - 與能天使GUNDAM相同

### GN-001REII  能天使GUNDAM修復型II
在能天使GUNDAM修復型與新生天人合流後，按照伊恩的的想法，將機體投入了新生天上人的最新技術進行，完全改造而成。
最大的修改即為動力推進系統的變更，GN粒子纜線改為內藏，機體各部增加GN喷嘴，肩甲上也多了散熱口。通过对太阳炉组件中的稳定器和GN容器的技术改良，太陽爐可以開放安全裝置，在一定時間內進入爆發狀態。
天上人同時整理了武裝，將七劍減少為三劍，使得機體的基准性能获得提升。
- 高度：18.3公尺
- 重量：53.9噸
- 武裝[2]：
  - GN劍改（GN Sword Kai）
  - GN粒子束軍刀（GN Beam Saber）×2
  - GN火神砲（GN Vulcan）×2
  - GN盾牌（GN Shield）

- 特殊裝置：

與能天使GUNDAM相同

### GN-001REIII 能天使GUNDAM修復版III
- 高度：18.3公尺
- 重量：53.9噸
- 武裝[2]：
  - GN劍改（GN Sword Kai）
  - GN长管步枪（GN Long Rifle）
  - GN光束軍刀（GN Beam Saber）×2
  - GN火神砲（GN Vulcan）×2
  - GN盾牌（GN Shield）

- 特殊裝置：

與能天使GUNDAM相同

### GN-001REIV 能天使GUNDAM修復型IV
葛拉漢·耶卡加入天上人後所駕駛的機體，被其稱呼為「葛拉漢鋼彈」（英語：Graham Gundam）。
Exia R4的動力源改為擬似太陽爐、並在各部內藏試作型新型 GN 電容器，具備破格的粒子使用量。左臂導入了尚處實驗階段的第六世代鋼彈的新技術，可局部短暫啟動 Trans-AM。骨架部分也經過了徹底的翻新，結構強度能與第四世代鋼彈匹敵。
武裝有類似於量子型00鋼彈的GN盾，與全新的「七劍」，包含一把 GN 太刀、兩把 GN 戰劍、兩把 GN 戰刃、兩把 GN 刺刀。
順道一提，葛拉漢對於此機所具備的各種特點（特殊規格的左臂、近戰取向的武裝、能天使是自己對陣的第一架鋼彈等）感到「有如命運牽引一般」而沾沾自喜（本人是左撇子的特點，與其設計不謀而合），但有關的一切似乎皆為巧合。
- 高度：18.3公尺
- 重量：53.9噸
- 武裝：
  - GN太刀（GN Tachi）
  - GN戰刃（GN Battle Blade）×2
  - GN戰劍（GN Battle Sword）×2
  - GN刺刀（GN Bayonet）
  - GN盾牌（GN Shield）

- 特殊裝置：

與能天使GUNDAM相同